# Killing Ground
Killing Ground es el décimo quinto álbum de estudio de la banda británica de heavy metal Saxon, publicado en 2001 por SPV/Steamhammer Records. Tras su lanzamiento tuvo problemas en los Estados Unidos ya que el distribuidor para aquel país no cumplió con lo establecido obligando a la discográfica a importar el álbum desde Europa, lo que afectó directamente a los fanáticos estadounidenses a pagar un precio mayor. A pesar del percance la crítica fue excelente, situándolo a la par con sus anteriores trabajos Dogs of War y Crusader, en cuanto a sonido y creatividad musical.
Por un tiempo limitado se publicó una edición especial, que contó con el disco original y además de un disco de regrabaciones de éxitos anteriores de la banda, preludio de lo que sería el álbum Heavy Metal Thunder. Por último, como dato la banda grabó una versión de la canción «The Court of the Crimson King» original de la banda King Crimson, a la cual ellos llamaron simplemente «Court of the Crimson King».

## Lista de canciones
Todas las canciones escritas por Saxon a excepción de la pista tres compuesta por Ian McDonald y Peter Sinfield.

| N.º | Título                                              | Duración |  |
| 1.  | «Intro»                                             | 1:36     |  |
| 2.  | «Killing Ground»                                    | 5:44     |  |
| 3.  | «Court of the Crimson King» (cover de King Crimson) | 6:00     |  |
| 4.  | «Coming Home»                                       | 3:38     |  |
| 5.  | «Hell Freezes Over»                                 | 4:42     |  |
| 6.  | «Dragon's Lair»                                     | 3:38     |  |
| 7.  | «You Don't Know What You've Got»                    | 5:00     |  |
| 8.  | «Deeds of Glory»                                    | 4:34     |  |
| 9.  | «Running for the Border»                            | 4:24     |  |
| 10. | «Shadows on the Wall»                               | 6:15     |  |
| 11. | «Rock is Our Life»                                  | 3:55     |  |

### Disco adicional en edición especial
| N.º | Título                    | Duración |  |
| 1.  | «Princess of the Night»   | 4:10     |  |
| 2.  | «Crusader»                | 6:38     |  |
| 3.  | «Wheels of Steel»         | 5:52     |  |
| 4.  | «Motorcycle Man»          | 3:45     |  |
| 5.  | «Strong Arm of the Law»   | 4:24     |  |
| 6.  | «Denim and Leather»       | 5:19     |  |
| 7.  | «Dallas 1PM»              | 6:15     |  |
| 8.  | «And the Bands Played On» | 2:52     |  |

## Miembros
- Biff Byford: voz
- Paul Quinn: guitarra eléctrica
- Doug Scarratt: guitarra eléctrica
- Nibbs Carter: bajo
- Fritz Randow: batería